# Mistrzostwa Europy Juniorów w Boksie 1997
Mistrzostwa Europy Juniorów w Boksie 1997 – 15. edycja zawodów, które rozgrywane są od 1970 r. Zawody zostały rozegrane w Birmingham, a zawodnicy rywalizowali w 12 kategoriach wagowych.

## Medaliści
| Kategoria:                        | Złoto:              | Srebro:             | Brąz:                              |
| waga papierowa (do 48 kg)         | Gieorgij Bałakszyn  | Jérôme Thomas       | Süleyman Pekdoğan Rudolf Dydi      |
| waga musza (do 51 kg)             | Kamil Dzhamalutinov | Alexey Mariyenko    | Halil Ibrahim Turan Gagik Hunanyan |
| waga kogucia (do 54 kg)           | Alexey Shaydulin    | Scott Miller        | Ramaz Gazashvili Jouni Hämäläinen  |
| waga piórkowa (do 57 kg)          | Darius Marciukaitis | Andrey Kozlovskiy   | Farid Bouricha Stephen Burke       |
| waga lekka (do 60 kg)             | Denis Baranov       | Ali Ahraoui         | Pasquale Ventrone Ömer Akdi        |
| waga lekkopółśrednia (do 63,5 kg) | Andrey Mishin       | Sahib Bağırov       | Yuriy Chazenko Valeriy Brazhnik    |
| waga półśrednia (do 67 kg)        | Denis Yuldashev     | Károly Balzsay      | Petrisor Ciobanu Dimitri Sartison  |
| waga junior średnia (do 71 kg)    | Felix Sturm         | Evgeniy Kazantsev   | Andriej Miruk Marvin Lee           |
| waga średnia (do 75 kg)           | Denis Lebiediew     | György Hidvégi      | Michael Dean Hasan Kılıç           |
| waga półciężka (do 81 kg)         | Wjaczesław Uzełkow  | Steffen Kretschmann | Kęstutis Kalvinskas Nenad Licina   |
| waga ciężka (>91 kg)              | Sebastian Köber     | Olexandr Yatsenko   | Nikola Lazarević Paul Pierson      |
| waga superciężka (+91 kg)         | Dmitriy Pirozhenko  | Artem Tsarikov      | Constantin Chelaru Eugen Roth      |